# Peter La Farge
Pour les articles homonymes, voir La Farge.
Peter La Farge (né Oliver Albee La Farge le 30 avril 1931 et mort le 27 octobre 1965) était un chanteur, guitariste et parolier américain des années 1950 et 1960.
Basé à New York dans le quartier d'artistes du Village, où il jouait dans plusieurs cabarets, Peter La Farge est surtout connu pour ses chansons sur les injustices et tragédies subies par les peuples Amérindiens nord-américains lors de la colonisation de l'Amérique par les européens.
Bien que moins populaire qu'eux, il fut proche d'autres grands chanteurs populaires (« folk singers ») comme Bob Dylan, Johnny Cash, Pete Seeger et Dave Van Ronk, les deux premiers ayant d'ailleurs chanté et enregistré certaines des chansons de Peter La Farge.
Les chansons de Peter Lafarge restent publiées par le grand éditeur de musiques populaires de Washington DC, Smithsonian Folkways Recordings, et certaines de ses représentations peuvent être vues en vidéo sur internet.

## Discographie partielle
- 1962 : Ira Hayes and Other Ballads
- 1962 : Iron Mountain and Other Songs
- 1963 : As Long as the Grass Shall Grow: Peter La Farge Sings of the Indians
- 1963 : Peter La Farge Sings of the Cowboys: Cowboy, Ranch and Rodeo Songs, and Cattle Calls
- 1964 : Peter La Farge Sings Women Blues: Peter La Farge Sings Love Songs
- 1965 : Peter La Farge on the Warpath
- 2010 : Rare Breed: The Songs of Peter La Farge